# Campeonato Brasileiro de Futebol Americano
O Campeonato Brasileiro de Futebol Americano é a competição nacional de futebol americano do Brasil, criada pela Associação de Futebol Americano do Brasil (AFAB), atual Confederação Brasileira de Futebol Americano (CBFA). O campeonato é atualmente organizado pela Liga Brasil Futebol Americano (Liga BFA) sob chancela da CBFA com duas divisões: a Liga BFA - Elite e a Liga BFA - Acesso.

## História
Anteriormente chamado de Liga Brasileira, era organizada pela Liga Brasileira de Futebol Americano (LBFA). A LBFA foi criada a partir dos oito times que jogaram o Torneio Touchdown 2009. A Liga Brasileira teve apenas duas edições, nos anos de 2010 e 2011 com final denominada Brasil Bowl.
Após a oficialização da Confederação Brasileira de Futebol Americano, o torneio passou a se chamar Campeonato Brasileiro de Futebol Americano, com sua primeira edição em 2012 e a segunda edição em 2013.
Em 2014, a Confederação Brasileira criou a Superliga Nacional de Futebol Americano, intitulada como a Primeira Divisão, e a Liga Nacional de Futebol Americano, a Segunda Divisão.
Em 2016, a CBFA publicou uma nota oficial sobre a unificação das equipes em um único campeonato nacional, contando também com as 16 equipes do Torneio Touchdown. A CBFA também reconheceu os títulos do Torneio Touchdown como títulos de campeonatos brasileiros.
Em 9 de julho de 2016 inicia o maior campeonato já disputado na história do Brasil com 30 times de 16 estados e do Distrito Federal divididos em quatro conferências na Superliga Nacional.
O Timbó Rex vence o Flamengo FA, conquista o inédito Brasil Bowl e o bicampeonato nacional por ter vencido o Torneio Touchdown 2015.
A Superliga Nacional registrou mais de 64 mil pessoas nos estádios durante a competição com média de 656 pessoas por jogo. O público por jogos representou 77% do público do Novo Basquete Brasil e 50% da Superliga de Vôlei na mesma temporada.
Em 2017, na segunda edição unificada da elite do campeonato nacional, intitulada agora Liga Brasil Futebol Americano, tornou-se a primeira edição na qual a liga homônima dos clubes, a Liga BFA, organizou a competição sob a chancela da CBFA. A Liga Nacional, divisão de acesso, também chancelada pela CBFA foi gerida pela liga homônima dos clubes, a LNFA, na maioria das regiões do país, enquanto na Região Nordeste foi gerida pela Liga Nordestina de Futebol Americano (LINEFA).
A partir de 2019, a Liga BFA passou a organizar as duas divisões do Campeonato Brasileiro, a Liga BFA - Elite e a Liga BFA - Acesso.
Em 2020, ocorreria a quarta edição da Liga BFA, no entanto, a Pandemia de Covid-19 gerou a paralisação total das atividades de futebol americano no Brasil. Essa paralisação durou 2 anos com a atividades retornando em 2022.
A partir de 2022 houve a cisão da parceria entre Liga Brasil Futebol Americano e a Confederação Brasileira de Futebol Americano. Com essa cisão pela primeira vez desde 2015 o Brasil passaria a ter 2 campeonatos nacionais, a cisão também foi responsável pela separação dos times entre as duas competições, embora, destaca-se a atuação do Galo Futebol Americano, do Manaus FA e do Palmeiras Locomotives (este no Brasileirão D2) como únicos times a disputarem ambos os campeonatos. Nesse ano houve o fim da Liga BFA – Acesso como divisão de acesso nacional e a criação do Brasileirão D2 com propósito similar.
Ao final de 2022 foi criada a Taça Brasil de Futebol Americano, no formato "mata-mata" (o clube derrotado é eliminado da competição), com o propósito reunir oito dos melhore clubes brasileiros.
Em 2023 a cisão entre Liga BFA e a CBFA continuou com movimentações de times entre as duas ligas e a ausência de times das regiões Norte e Nordeste no Brasileirão CBFA de 2023. Nesse ano o Galo Futebol Americano foi o único time a participar de ambas a competições.
Em 2024 é esperado que a separação continue. Alguns times já anunciaram a troca entre as ligas e a separação completa delas com nenhum time participando de ambas competições foi concretizado . Além disso a Confederação Brasileira de Futebol Americano anunciou a criação da primeira edição de uma terceira divisão nacional.

## Divisão principal

### Títulos por equipe
Com asterisco (*) referente ao Torneio Touchdown e Brasileirão CBFA.
 Com circunflexo (^) referente ao Taça Brasil. 
| Clube                           | Títulos               | Vices                      |
| ------------------------------- | --------------------- | -------------------------- |
| Coritiba Crocodiles[CRO]        | 3 (2013, 2014, 2022*) | 4 (2010, 2011, 2012, 2015) |
| Galo FA[GET]                    | 3 (2017, 2018, 2023)  | 3 (2022, 2022*, 2023*)     |
| Timbó Rex                       | 3 (2015*, 2016, 2022) | 2 (2014*, 2019)            |
| João Pessoa Espectros[ESP]      | 2 (2015, 2019)        | 4 (2013, 2014, 2017, 2018) |
| Rio de Janeiro Imperadores[IMP] | 2 (2009*, 2011)       | 2 (2013*, 2016)            |
| Corinthians Steamrollers        | 2 (2011*, 2012*)      | 0                          |
| Cuiabá Arsenal                  | 2 (2010, 2012)        | 0                          |
| Rio Preto Weilers               | 2 (2022–23^,2023*)    | 0                          |
| Patriotas FA[PAT]               | 1 (2014*)             | 3 (2010*, 2012*, 2015*)    |
| Tritões FA                      | 1 (2010*)             | 1 (2011*)                  |
| Jaraguá Breakers                | 1 (2013*)             | 0                          |
| Guarulhos Rhynos                | 1 (2024 *)            | 0                          |
| Recife Mariners                 | 1 (2024)              | 0                          |
| São Paulo Storm                 | 0                     | 1 (2009*)                  |
| União da Serra                  | 0                     | 1 (2022–23^)               |
| Itajaí Almirantes               | 0                     | 1 (2023)                   |

### Títulos por estado
Com asterisco (*) referente ao Torneio Touchdown e Brasileirão CBFA.
 Com circunflexo (^) referente ao Taça Brasil. 
| Clube             | Títulos                                | Vices                                |
| ----------------- | -------------------------------------- | ------------------------------------ |
| Santa Catarina    | 4 (2013*, 2015*, 2016, 2022)           | 3 (2014*, 2019, 2023)                |
| São Paulo         | 4 (2011*, 2012*, 2022–23^,2023* 2024*) | 1 (2009*)                            |
| Rio de Janeiro    | 3 (2009*, 2011, 2014*)                 | 5 (2010*, 2012*, 2013*, 2015*, 2016) |
| Paraná            | 3 (2013, 2014, 2022*)                  | 4 (2010, 2011, 2012, 2015)           |
| Minas Gerais      | 3 (2017, 2018, 2023)                   | 3 (2022, 2022*, 2023*)               |
| Paraíba           | 2 (2015, 2019)                         | 4 (2013, 2014, 2017, 2018)           |
| Mato Grosso       | 2 (2010, 2012)                         | 0                                    |
| Pernambuco        | 1 (2024)                               | 0                                    |
| Espírito Santo    | 1 (2010*)                              | 1 (2011*)                            |
| Rio Grande do Sul | 0                                      | 1 (2022–23^)                         |

## Divisão de acesso

### Títulos por equipe
| Clube                      | Títulos  | Vices    |
| -------------------------- | -------- | -------- |
| Foz do Iguaçu Black Sharks | 1 (2014) | 0        |
| Sorocaba Vipers            | 1 (2015) | 0        |
| Get Eagles FA[GET]         | 1 (2016) | 0        |
| Sorriso Hornets            | 1 (2017) | 0        |
| Ribeirão Preto Challengers | 1 (2018) | 0        |
| Juiz de Fora Imperadores   | 1 (2022) | 0        |
| Ocelots Futebol Americano  | 1 (2023) | 0        |
| Itapema White Sharks       | 0        | 1 (2014) |
| Campo Grande Predadores    | 0        | 1 (2015) |
| Sinop Coyotes              | 0        | 1 (2016) |
| Jaraguá Breakers           | 0        | 1 (2017) |
| Vingadores FA              | 0        | 1 (2018) |
| Guardian Saints            | 0        | 1 (2022) |
| Porto Alegre Pumpkins      | 0        | 1 (2023) |

### Títulos por estado
| Clube              | Títulos             | Vices          |
| ------------------ | ------------------- | -------------- |
| São Paulo          | 3 (2015, 2018,2023) | 0              |
| Minas Gerais       | 2 (2016, 2022)      | 0              |
| Mato Grosso        | 1 (2017)            | 1 (2016)       |
| Paraná             | 1 (2014)            | 1 (2022)       |
| Santa Catarina     | 0                   | 2 (2014, 2017) |
| Mato Grosso do Sul | 0                   | 1 (2015)       |
| Pará               | 0                   | 1 (2018)       |
| Rio Grande do Sul  | 0                   | 1 (2023)       |